# 弃疾 (子南之子)
弃疾（？—前551年），羋姓，名弃疾，春秋时期楚国的王孙，公子追舒之子，楚庄王之孫。
前551年，观起得到令尹公子追舒之宠，未增加俸禄，就有马数十乘。楚康王想除掉他们。公子追舒之子弃疾为楚康王的御士，楚康王告诉了他，弃疾表示父亲被杀后，不会继续为官，也不会告诉其父。楚康王在朝上杀公子追舒，车裂观起。弃疾在父死三日之后，求得尸体，安葬。之后表示没有理由出逃，也没有办法再事君，遂自缢而死。